# PNV–EA
A aliança Partido Nacionalista Basco–Solidariedade Basca (Partido Nacionalista Vasco-Eusko Alkartasuna) foi a coalizão eleitoral formada pelo Partido Nacionalista Basco (PNV) e Eusko Alkartasuna (EA) para contestar eleições locais e regionais no País Basco (como PNV –EA) e Navarra (como EA – PNV) entre 1999 e 2006. Também contestou a eleição do Parlamento Europeu de 1999.
O PNV e EA, o último dos quais se separou do primeiro em 1986, chegaram a um acordo de coalizão eleitoral em 13 de março de 1999, para conter a ascensão eleitoral do Partido Popular do País Basco e Euskal Herritarrok. A aliança foi dissolvida depois que a liderança da EA votou em 31 de agosto de 2006 para não preservar a coalizão antes das eleições locais de 2007.

## Composição
| Aliança partidária                   |
| ------------------------------------ |
| Partido Nacionalista Basco (EAJ/PNV) |
| Solidariedade Basca (EA)             |

## Desempenho eleitoral

### Parlamento basco
| Parlamento basco |         |      |       |          |     |                     |         |
| Eleição          | Voto    | %    | Ponto | Assentos | +/– | Líder               | Status  |
| 2001             | 604.222 | 42,4 | 1º    | 33 / 75  | 6   | Juan José Ibarretxe | Governo |
| 2005             | 468.117 | 38,4 | 1º    | 29 / 75  | 4   | Juan José Ibarretxe | Governo |

### Parlamento de Navarra
| Parlamento de Navarra |        |     |       |          |     |                |          |
| Eleição               | Voto   | %   | Ponto | Assentos | +/– | Líder          | Status   |
| 1999                  | 16,512 | 5,4 | 6     | 3 / 50   | 1   | Begoña Errazti | Oposição |
| 2003                  | 22.824 | 7,4 | 6     | 4 / 50   | 1   | Begoña Errazti | Oposição |

### Parlamento Europeu
| Parlamento Europeu |                                            |                                            |                                            |          |       |            |            |            |         |         |         |
| Eleição            | Total                                      | Total                                      | Total                                      | Total    | Total | País Basco | País Basco | País Basco | Navarra | Navarra | Navarra |
| Eleição            | Voto                                       | %                                          | Ponto                                      | Assentos | +/–   | Voto       | %          | Ponto      | Voto    | %       | Ponto   |
| 1999               | w. Coalizão Nacionalista– Europa dos Povos | w. Coalizão Nacionalista– Europa dos Povos | w. Coalizão Nacionalista– Europa dos Povos | 1 / 64   | 0     | 392,800    | 33.9       | 1º         | 17,030  | 5.7     | 4º      |